# Білянський ліс
Урочище «Біля́нський ліс» — ботанічний заказник загальнодержавного значення в Україні. Розташований у межах Могилів-Подільського району Вінницької області, на північний захід від села Біла. 
Площа 218 га. Створений у 1982 році. Перебуває у віданні Ямпільський ДЛГ (Петрашівське л-во, кв. 30, 31, 32). 
Охороняються типовий придністровський ландшафт на правому березі річки Мурафа. На терасованих, порізаних ярами схилах річкової долини сформувалися лісові та степові угруповання з рідкісних видів, серед яких: ліс з дуба скельного з кизилом, клокичкою перистою у підліску, осокою парвською, лазурником трилопатевим, молочаєм мигдалеподібним та іншими теплолюбними видами. Степова рослинність: ковила волосиста, півники угорські, горицвіт весняний. 
У 2010 році ввійшов до складу Регіонального ландшафтного парку «Дністер».

## Детальний опис
В заказнику охороняються дубові ліси і степові ділянки на крутому (25-30°) південно-західному схилі долини р. Мурафа з дерново-карбонатними і темно-сірими лісовими ґрунтами. Дубові ліси утворюють характерний еколого-ценотичний ряд: ділянка слабодренованого плато з темно-сірим і лісовими ґрунтами займає асоціація дубового лісу свидинно-гірськосокового: похилий схил з дерново-карбонатними ґрунтами — дубовий ліс кизилово-конвалієвий; лобові частини — дубовий ліс кизилово-горобейниковий. Середні частини схилу займає дубовий ліс кизилово-парвськоосоковий, а нижні частини схилу — дубовий ліс свидинно-яглицевий типового складу і будови, всі перелічені  лісові угрупування є рідкісними в Україні, внесені в «Зелену книгу України». Степові ділянки раніше були під виипасом, тому на території заказника переважають похідні ценози формації бородача кровозупиняючого. Значно менші площі займають корінні формації осоки низької та ковили волосоподібної, по складу та будові типові для Придністров'я Поділля.
В складі лісових ценозів охороняються субсередземноморські види — деревинні (клокичка пірчаста, берека, кизил) та трав'янисті (лазурник трилопатевий, горобейнпк пурпурово-блакитний, осока парвська). 
Із степових рослин в «Червону киту України» внесено ковилу волосовидну. Є тут цілий ряд малорозповсюджених видів, таких як вишня чагарникова, шипшина найколючіша (з круглими, темно-фіолетовими плодами), горицвіт весняний, азінеума сірувата, волошка руська, анемона лісова, сон чорніючий, горлянка хіоська.

## Характеристика території
За фізико-географічним районуванням України ця територія належить до Ямпільсько-Придністровського району Придністровсько-Подільської області Дністоровсько-Дніпровської лісостепової провінції Лісостепової зони. Для території, на якій розташовано заказник, характерними є терасові лесові рівнини з сірими і темно-сірими ґрунтами і грабовими дібровами. З геоморфологічного погляду ця територія являє собою перші і другі надзаплавні нерозчленовані тераси алювіальної акумулятивної рівнини. Клімат території є помірно континентальним. Для нього характерне тривале, нежарке літо, і порівняно недовга, м'яка зима. Середня температура січня становить -4,5°...-5°С, липня +20,5°...+21°С. Річна кількість опадів складає 450-500 мм. 
За геоботанічним районуванням України ця територія належить до Європейської широколистяної області, Подільсько-Бесарабської  провінції, Вінницького (Центральноподільського) округу.